# Список политических партий Фиджи
До государственного переворота в 2006 году Фиджи имела многопартийную систему с многочисленными партиями, в которой ни одна из партий не имела возможности получить власть в одиночку, что вынуждало их сотрудничать друг с другом для формирования коалиционных правительств.
В январе 2013 года военный режим обнародовал новые правила регистрации политических партий. Для регистрации партия должна насчитывать не менее 5000 членов, платящих взносы, соблюдать кодекс поведения и называться на английском языке. Существовавшие на тот момент 16 зарегистрированных партий должны быть перерегистрированы в соответствии с новыми правилами, но лишь две — Лейбористская партия Фиджи и Национальная федеративная партия — сделали это. Остальные были распущены 15 февраля 2013 года, а их активы конфискованы правительством.

## Существующие партии
| Название                                                                                 | Год основания | Лидер              | Места в парламенте (2022) | Идеология                                                                                                 |
| ---------------------------------------------------------------------------------------- | ------------- | ------------------ | ------------------------- | --- |
| Фиджи — в первую очередь англ. Fiji First Party                                          | 2014          | Фрэнк Мбаинимарама | 26                        | Многоэтническое единство, либерализм, секуляризм, «социально-экономическая модернизация»                  |
| Народный альянс англ. People's Alliance                                                  | 2021          | Ситивени Рабука    | 21                        | Правоцентризм, либеральный консерватизм                                                                   |
| Национальная федеративная партия англ. National Federation Party, NFP                    | 1968          | Биман Прасад       | 5                         | Левоцентризм, социал-демократия, третий путь, федерализм                                                  |
| Социал-демократическая либеральная партия англ. Social Democratic Liberal Party, SODELPA | 2013          | Асери Радродро     | 3                         | Правоцентризм/правые, консерватизм, децентрализация; фракции: фиджийский национализм, христианские правые |
| Партия единства Фиджи англ. Unity Fiji Party, UFP)                                       | 2017          | Савенака Нарубе    | –                         | Мультикультурализм                                                                                        |
| Лейбористская партия Фиджи англ. Fiji Labour Party, FLP                                  | 1985          | Махендра Чаудри    | –                         | Левоцентризм, социал-демократия, лейборизм                                                                |
| Партия «Надежда» англ. Humanity Opportunity Prosperity Equality, HOPE                    | 2018          | Тупоу Драунидало   | –                         | Левые, мультикультурализм, повышение заработной платы                                                     |
| Альянс свободы англ. Freedom Alliance, FAP)                                              | 2014          | Джагат Карунаратне | –                         | Социал-либерализм, субсидиарность, интернационализм                                                       |

## Коалиции и избирательные альянсы
- Grand Coalition Initiative Group — коалиция из пяти преимущественно коренных фиджийских партий, сформированная для участия в выборах 2006 года. Участвующие партии: Soqosoqo Duavata ni Lewenivanua, Conservative Alliance, Fijian Political Party, Nationalist Vanua Tako Lavo Party и People’s National Party.
- Народная коалиция — избирательный альянс, состоящий из Fiji Labour Party, Fijian Association Party и Party of National Unity, победивший на выборах 1999 года.
- NFP—Лейбористская коалиция — коалиция National Federation Party и Fiji Labour Party под руководством Тимоти Мбвандры, сформированная в 1987 году для участия в выборах в этом году. Коалиция победила на выборах, получив 28 мест в Палате представителей.
- Коалиция NFP-WUF — коалиция National Federation Party (NFP) во главе с Джай Рам Редди и Western United Front (WUF) под руководством рату Осея Гавиди, сформированная для участия в выборах 1982 года.

## Бывшие партии
- Народно-демократическая партия (англ. People’s Democratic Party, PDP; 2013—2018). Создана бывшими членами Лейбористской партии Фиджи как политическое крыло Конгресса профсоюзов Фиджи. После поражения на выборах 2014 года в партии сменилось несколько лидеров. В декабре 2017 года партия, не видя дял себя возможностей пройти в парламент самостоятельно, объявила о союзе с консервативной SODELPA, но в том же месяце её деятельность была приостановлена наблюдателем за выборами. В ноябре 2018 года лишена регистрации из-за непредставления необходимого отчёта об активах и обязательствах.
- Национальный конгресс Фиджи[англ.] (англ. National Congress of Fiji; 1965—1967). Создана для представления интересов индо-фиджийцев в качестве соперника Гражданской федерации. Вскоре она объединилась с Всеобщей ассоциацией избирателей, которая в основном представляла фиджийцев европейского происхождения, и образовала Партию Альянса.
- Партия Альянса[англ.] (англ. Alliance Party) — бывшая правящая партия (1967—1987); основана Камисесе Мара, отцом-основателем современной фиджийской нации. Объединила в своих рядах политиков, представлявших крупнейшие этнические и религиозные группы. Потеряла власть после разгрома на выборах 1987 года от многорасовой коалиции во главе с Тимочи Бавадра и была в распущена рамках масштабной перестройки фиджийской политики.
- Фиджийская националистическая партия[англ.] (англ. Fijian Nationalist Party, FNP; 1975—1999) — ультранационалистическая партия, выступавшая за превосходство коренного населения Фиджи. Объединилась с партией Вануа Тако Лаво, образовав Националистическую партию Вануа Тако Лаво.
- Фиджийская политическая партия[англ.] (фидж. Soqosoqo ni Vakavulewa ni Taukei, SVT; 1990—2004). Основана как политическое крыло Большого совета вождей с целью объединить всех коренных фиджийцев. Помимо Совета вождей также пользовалась поддержкой Методистской церкви. Доминировала в политике Фиджи в 1990-х годах и была опорой правительства с 1992 по 1999 год. После выборов 1999 года оказалась в оппозиции. Как и многие другие политические партии, была распущена через некоторое время после военного переворота 2006 года.
- Партия Фиджийской ассоциации[англ.] (англ. Fijian Association Party, FAP; 1994—2001) — основана Хосефатой Камикамикой, главой Native Land Trust Board и экс-министром финансов. Играла значительную роль в политике Фиджи на протяжении 1990-х годов, но потеряв все свои места в Палате представителей на выборах 2001 года, распалась. Большинство членов объединились в Демократическую партию Фиджи.
- Партия национального единства[англ.] (англ. Party of National Unity, PANU; 1998—2013). Многорасовая партия, основанная в Рату Сайруси Гагавокой, лидером провинции Мба. Пережила ряд расколов, слияний и возрождений, не смогла пройти перерегистрацию в 2013 году.
- Защитник Фиджи[англ.] (фидж. Bai Kei Viti, BKV; 1999—2004) — этническая фиджийская партия, основанная Рату Тевита Момоендону; позже влилась в Народную национальную партию.
- Христианско-демократический альянс[англ.] (англ. Christian Democratic Alliance, более известный под фиджийской аббревиатурой VLV (Veitokoni ni Lewenivanua VaKarisito), 1999—2005). Первоначально фракция правящей на тот момент Фиджийской политической партии. Среди создателей сын первого президента Фиджи Пенаиа Нганилау. На выборах 1999 года получил 19 % голосов и 3 места. В 2001 году лидер Посечи Буне перешёл в Лейбористскую партию. Остатки альянса в 2005 году объединились с Партией национального альянса Фиджи.
- Коалиция независимых граждан[англ.] (англ. Coalition of Independent Nationals, COIN; 1999) — первоначально группа из шести кандидатов, называвших себя независимыми, на выборах 1999 года во главе с принцем Вьясом Муни Лакшманом. Распалась, получив на выборах 1999 года менее 0,1 % голосов.
- Голос ротуманского народа[англ.] (Lio 'On Famör Rotuma, LFR; 1999—после 2006). Партия представляющая жителей островов Ротума. Хотя так и не получила места в парламенте, активно участвовала в выборах 1999 и 2001 годов. Разногласия, в первую очередь связанными с неправильным управлением средствами и пожертвованиями, привели к тому, что партия не выдвинула кандидата на выборах 2006 года.
- Националистическую партию Вануа Тако Лаво[англ.] (Nationalist Vanua Tako Lavo Party, NVTLP; 1999—2013). Создана в результате слияния ультранационалистичесикх Фиджийской националистической партии и Партии Вануа Тако Лаво. Выступала за права коренных народов и статус христианства как официальной религии Фиджи. Члены партии участвовали в перевороте 2000 года. В 2005 году присоединились к Инициативной группе Большой коалиции, объединившей пять партий коренных фиджийцев. На выборах 2006 года не получила ни одного места. Не смогла пройти перерегистрацию в 2013 году.
- Партия справедливости и свободы[англ.] (англ. Justice and Freedom Party, JFP; 2000—2013). Создана для продвижения интересов индо-фиджийского сообщества и безуспешно участвовала в выборах 2001 и 2006 годов. Не смогла пройти перерегистрацию в 2013 году.
- Консервативный альянс[англ.] (англ. Conservative Alliance-Matanitu Vanua, CAMV; 2001—2006). Националистическая правохристианская консервативная партия, отколовшаяся от Фиджийской политической партии. В марте 2006 года слилась со своим партнёром по коалиции Объединённой партией Фиджи.
- Объединённая партия Фиджи[англ.] (фидж. Soqosoqo Duavata ni Lewenivanua, SDL; 2001—2013). Основана премьер-министром Лаисениа Нгарасе в качестве партии власти, поглотив большую часть Христианско-демократического альянса и других консервативных групп. Имела поддержка со стороны Большого совета вождей. На выборах 2006 года получила 44 % голосов избирателей (включая 81 % голосов этнических фиджийцев) и 36 мест из 71. Правительство, возглавляемое SDL, было свергнуто в результате военного переворота в декабре 2006 года. Преобразована в Социал-демократическую либеральную партию (СОДЕЛПА).
- Партия нового рабочего единства[англ.] (англ. New Labour Unity Party; 2001—2006). Основана членами Лейбористской партии во главе с бывшим вице-премьером Тупени Баба. Получила два места на выборах 2001 года. После выборов большая часть членов влилась в создаваемую Демократическую партию.
- Новая националистическая партия[англ.] (англ. New Nationalist Party; 2001—2013). Антииндийская партия защиты интересов коренных фиджийцев и христианской веры, отколовшаяся от Националистической партии Вануа Тако Лаво. Провозглашала себя наследницей покойного Сакеаси Бутадроки и Националистической партии Фиджи. Не смогла пройти перерегистрацию в 2013 году.
- Демократическая партия Фиджи[англ.] (англ. Fiji Democratic Party; 2002—2005) — основана в июне 2002 года в результате слияния Партии Фиджийской ассоциации, Христианско-демократического альянса, Партии нового рабочего единства и большинства членов Фиджийской политической партии. Позиционировала себя как многорасовую альтернативу коалиции премьер-министра Лаисениа Нгарасе (SDL / Консервативный альянс), поддерживаемая почти исключительно коренными фиджийцами, с одной стороны, и Лейбористская партия Фиджи бывшего премьер-министра Махендры Чаудри, поддерживаемой в основном индофиджийцами, с другой. Самораспустилась в апреле 2005 года и влилась в недавно сформированную Партию Национального альянса Фиджи.
- Народная национальная партия[англ.] (англ. People's National Party, PNP; 2005—2006). Недолговечная партия этнических фиджийцев, преимущественно из провинции Мба, образованная в результате слияния Партии национального единства и партии «Защитник Фиджи».
- Партия национального альянса Фиджи[англ.] (англ. National Alliance Party of Fiji, NAPF; 2005—2013). Создана бригадным генералом Рату Эпели Ганилау в качестве преемника Партии Альянса, которая правила Фиджи с 1967 по 1987 год. На выборах 2006 года получила 3 % голосов. Самораспустилась.
- Партия зелёных Фиджи[англ.] (англ. Green Party of Fiji; 2008—2013). Создана бывшим министром временного режима Бернадетт Ганилау. Не смогла пройти перерегистрацию в 2013 году.
- Альянс налогоплательщиков Сахарного города (англ. Sugar City Ratepayers Alliance)— партия, существующая только в городе Лаутока, центре региона по производству сахарного тростника, откуда и прозвище — Сахарный город.
- Объединённая народная партия[англ.] (англ. United Peoples Party; 2001—2013). Второстепенная политическая партия, провозглашавшая себя центристской. Была создана членами старой Партии Альянса, которая управляла Фиджи с 1967 по 1987 год. Поддерживалась в основном европейцами, китайцами и другими меньшинствами. Самораспустилась в 2013 году, не сумев набрать нужного количества членов.
- Западный объединённый фронт[англ.] (англ. Western United Front, WUF; 1981—после 1987). Была создана перед выборами 1982 года в защиту прав коренных народов в западных провинциях Вити-Леву, в частности, недовольных распределением прибыли Совета по земельным фондам коренных народов.